# Masaru Hashiguchi
Masaru Hashiguchi (橋口 勝 Hashiguchi Masaru?,  Hyogo; 21 de mayo de 1974) es un exfutbolista japonés. Jugaba de defensa y su último club fue el Avispa Fukuoka de Japón.

## Trayectoria

### Clubes
| Club           | País  | Año         |
| -------------- | ----- | ----------- |
| Cerezo Osaka   | Japón | 1997 - 1999 |
| Avispa Fukuoka | Japón | 2000        |